# Praedicate Evangelium

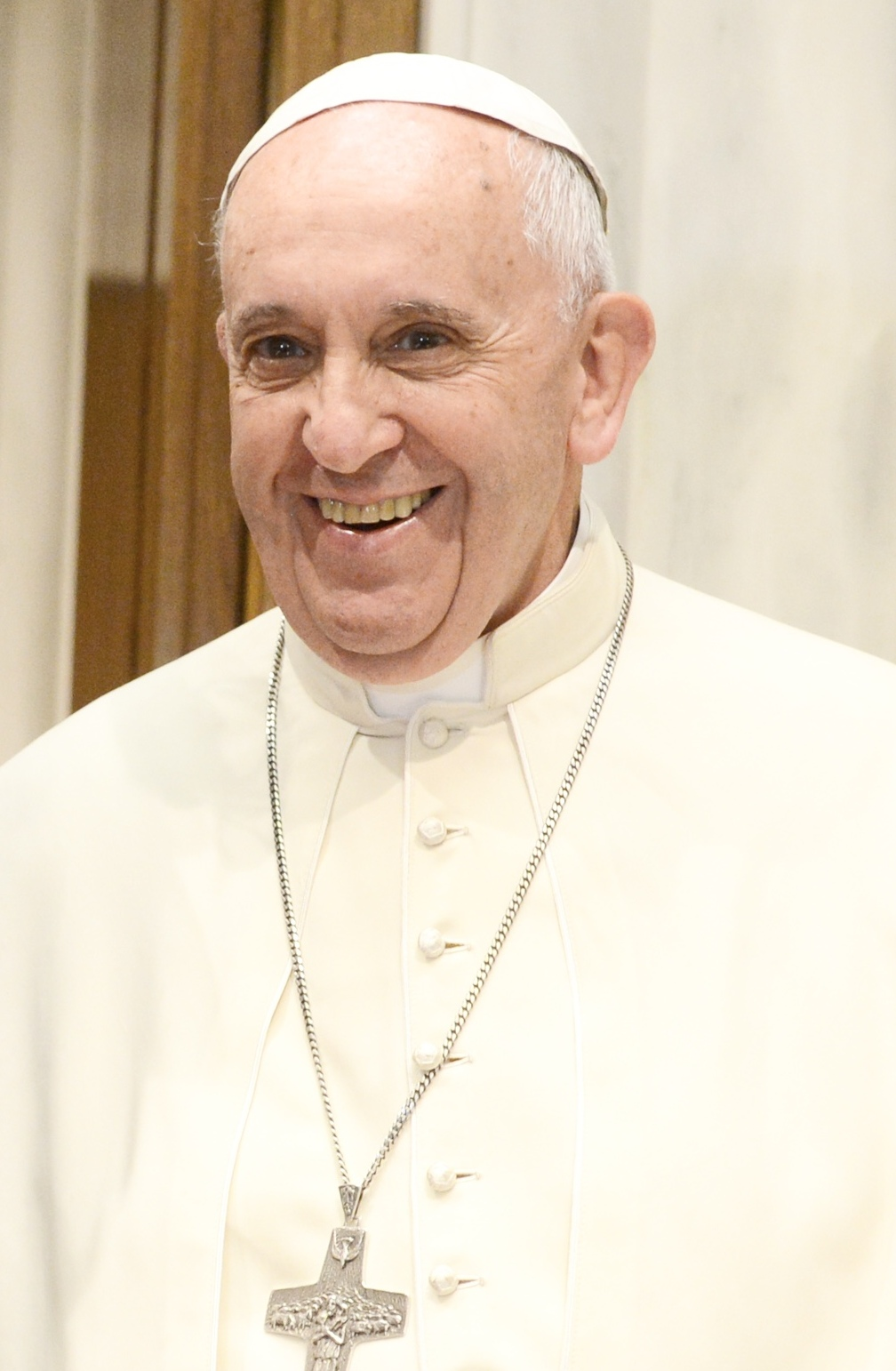
Paus Franciscus

Praedicate Evangelium ((la) Predikt het evangelie) is een apostolische constitutie van de Rooms-Katholieke Kerk die op 19 maart 2022 werd afgekondigd door paus Franciscus.
In de constitutie is de structuur vastgelegd van de Romeinse Curie. De op basis van de constitutie Pastor Bonus ingestelde structuur die sinds 1988 van kracht was (met congregaties en pauselijke raden), werd met ingang van 5 juni 2022 vervangen door een opstelling waarbij de volgende instellingen onderscheiden werden:

## Staatssecretariaat
De organisatie van het staatssecretariaat zoals dit al sinds 2017 werkzaam was, is geformaliseerd. Het Staatssecretariaat omvat drie secties: een sectie Algemene Zaken, een sectie voor de Betrekkingen met Staten en Internationale Organisaties en een sectie voor de Diplomatieke Staf van de Heilige Stoel.

## Dicasterieën
De volgende dicasterieën worden onderscheiden:
1. Dicasterie voor Evangelisatie

In deze dicasterie zijn de pauselijke raad voor de Bevordering van de Nieuwe Evangelisatie en de congregatie voor de Evangelisatie van de Volkeren opgenomen. Aan het hoofd van deze dicasterie staat de paus.
De dicasterie omvat twee afdelingen: een sectie voor de Fundamentele Kwesties van de Evangelisatie in de Wereld en een sectie voor de Eerste Evangelisatie en de Nieuwe Particuliere Kerken.
2. Dicasterie voor de Geloofsleer

In deze dicasterie is de congregatie voor de Geloofsleer opgenomen. De Pauselijke Bijbelcommissie, de Internationale Theologische Commissie en de Pauselijke Commissie voor de Bescherming van Minderjarigen vallen ook onder de verantwoordelijkheid van deze dicasterie.
De dicasterie omvat twee secties: een doctrinaire sectie en een disciplinaire sectie.
3. Dicasterie voor de Dienst van Naastenliefde

In deze dicasterie is het bureau voor Pauselijke Liefdadigheid opgenomen.
4. Dicasterie voor de Oosterse Kerken

In deze dicasterie is de congregatie voor de Oosterse Kerken opgenomen.
5. Dicasterie voor de Goddelijke Eredienst en de Regeling van de Sacramenten

In deze dicasterie is de congregatie voor de Goddelijke Eredienst en de Regeling van de Sacramenten opgenomen.
6. Dicasterie voor de Heiligverklaringen

In deze dicasterie is de congregatie voor de Heilig- en Zaligsprekingsprocessen opgenomen.
7. Dicasterie voor de Bisschoppen

In deze dicasterie is de congregatie voor de Bisschoppen opgenomen. De Pauselijke Commissie voor Latijns-Amerika valt ook onder de verantwoordelijkheid van deze dicasterie.
8. Dicasterie voor de Clerus

In deze dicasterie is de congregatie voor de Clerus opgenomen. Het Pauselijke Genootschap voor de Priesterroepingen en de Permanente Interdicasteriale Commissie voor de Vorming van de Heilige Wijding vallen ook onder de verantwoordelijkheid van deze dicasterie.
9. Dicasterie voor Instituten van Gewijd Leven en voor Gemeenschappen van Apostolisch Leven

In deze dicasterie is de congregatie voor de Instituten van Gewijd Leven en Gemeenschappen van Apostolisch Leven opgenomen.
10. Dicasterie voor Leken, Gezin en Leven

Deze dicasterie was al ingesteld in 2016.
11. Dicasterie voor Bevordering van de Eenheid van de Christenen

In deze dicasterie is de pauselijke raad ter bevordering van de Eenheid van de Christenen opgenomen. De Commissie voor de Religieuze Betrekkingen met het Jodendom valt ook onder de verantwoordelijkheid van deze dicasterie.
12. Dicasterie voor de Interreligieuze Dialoog

In deze dicasterie is de pauselijke raad voor de Interreligieuze Dialoog opgenomen.
13. Dicasterie voor Cultuur en Onderwijs

In deze dicasterie zijn de congregatie voor de Katholieke Opvoeding en de Pauselijke Raad voor de Cultuur opgenomen.
De dicasterie omvat twee secties: een sectie voor Cultuur en een sectie voor Onderwijs.
14. Dicasterie voor de Bevordering van de Integrale Menselijke Ontwikkeling

Deze dicasterie was al ingesteld in 2016.
15. Dicasterie voor de Wetteksten

In deze dicasterie is de pauselijke raad voor de Wetteksten opgenomen.
16. Dicasterie voor Communicatie

Deze dicasterie was al ingesteld in 2016.

## Juridische instellingen
De volgende, al eerder ingestelde juridische instellingen worden onderscheiden:
- de Apostolische Penitentiarie
- de Hoogste Rechtbank van de Apostolische Signatuur
- het Tribunaal van de Rota Romana

## Economie en Financiën
De volgende, al eerder ingestelde financieel-economische instellingen worden onderscheiden:
- de Raad voor de Economie
- het Secretariaat voor de Economie
- de Administratie van het Patrimonium van de Apostolische Stoel
- het Bureau van de auditeur-generaal
- de Commissie voor Gereserveerde Zaken
- het Investeringscomité

## Bureau
De volgende, al eerder ingestelde instellingen worden onderscheiden:
- de Prefectuur voor het Pauselijke Huishouden
- het Bureau voor de Liturgische Vieringen van de Paus
- de Camerlengo van de Heilige Roomse Kerk

## Openstelling functies
Alle functies bij de Romeinse Curie zijn nu opengesteld voor mannen en vrouwen. De enige voorwaarde is dat men rooms-katholiek gedoopt is.